# Győr Sharks
A Győr Sharks kétszeres magyar bajnok győri amerikaifutball-csapat, 2004-es alapítása óta a magyarországi amerikai futball egyik meghatározó csapata és egyik legnagyobb vidéki fellegvára.

## Története

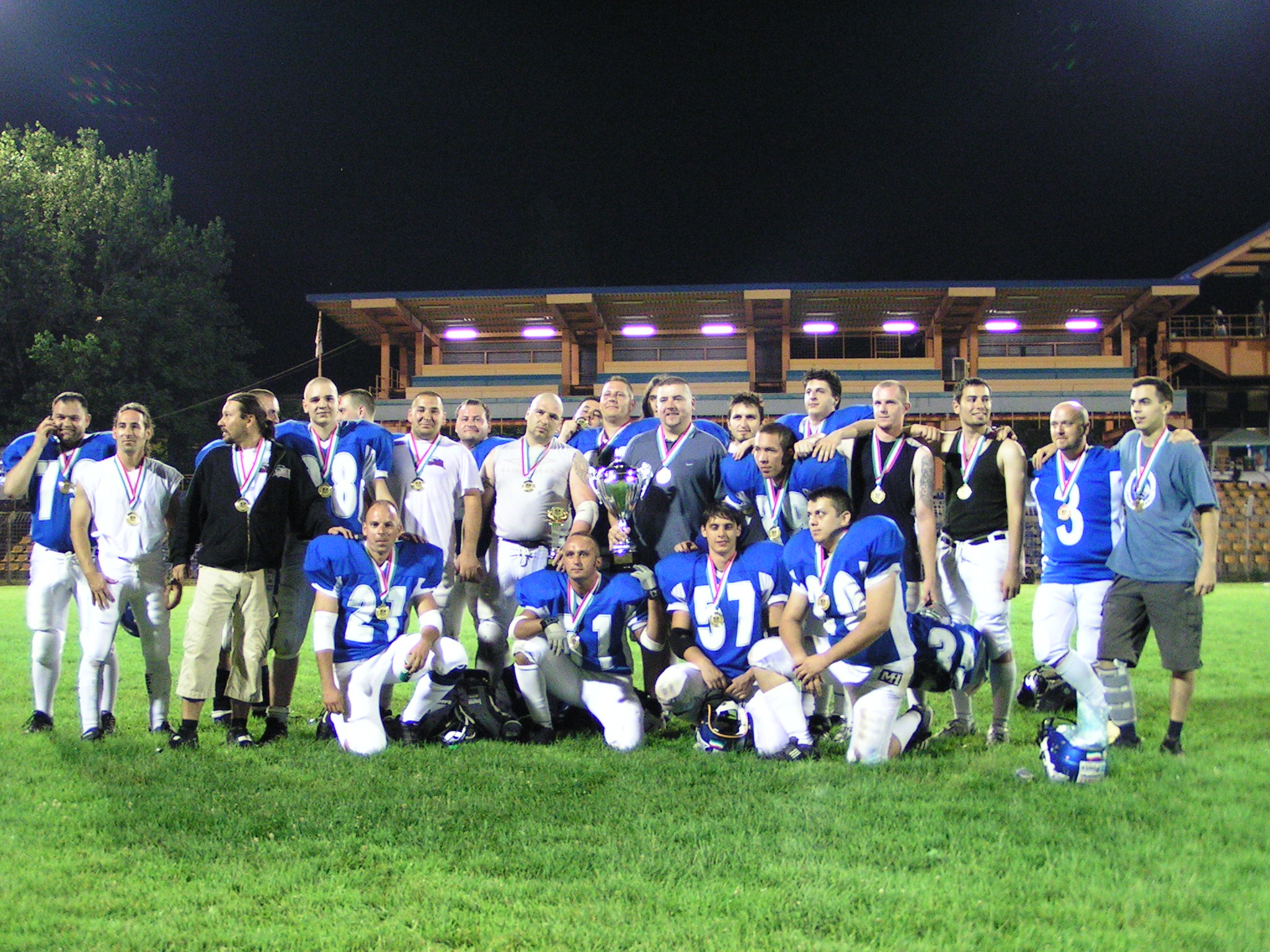
A 2006-os bajnokcsapat

Az egyesület Magyar Amerikai Futball Szövetség alapító tagja (2005), a Magyarországi Amerikai Futballcsapatok Ligájában 2006-ban és 2007-ben magyar bajnoki címet szerzett. 2009-ben az EFAF Challenge Cup ezüstérmét megszerezték, és egyedüli magyar csapatként az EFAF top 20-as ranglistájára kerültek.
A csapat 2010-ben nem indult a bajnokságban, 2011-ben a HFL nem indult el. 2012 óta a HFL tagjai, de 2019-ig egyszer sem sikerült rájátszásba kerülniük. 2019-ben minden csapat rájátszásba jutott, ekkor a Sharks a wild card körben búcsúzott. 2020-ban nem indult el a HFL a Covid19-járvány következtében. Az őszre halasztott csonka szezonban a Sharks veretlenül nyerte meg a Divízió I-et.

### Vezetőedzők
A csapat vezetőedzője 12 éven keresztül, az alapítástól 2016-ig Grátz Vilmos volt, akit 2016-ban a válogatott edzőjének is megválasztottak. A 2017-es szezonban a kanadai John Burleson vezette a csapatot. 2018-ban Troy Baker vette át a csapat irányítását, de év közben megvált tőle a csapat, így játékos-edzőként Andres Fernandez vezetésével fejezte be a szezont a csapat. 2019-ben Dustin Hawke Willingham vezetőedzőként és irányítóként erősítette a csapatot. 2020-től a csapat vezetőedzője (és védőkoorinátora) Boda Gábor, aki 2004 és 2009 között már a Sharks edzői stábjának tagja volt.

## Eredmények
| Év   | Hazai eredmények                                                                          | Nemzetközi eredmények                       |
| ---- | ----------------------------------------------------------------------------------------- | ------------------------------------------- |
| 2005 | MAFL Alapszakasz 2. hely (2–1), elődöntő vereség                                          |                                             |
| 2006 | MAFL Nyugati csoport 1. hely (3-0), elődöntő győzelem, II. Hungarian Bowl győzelem        |                                             |
| 2007 | MAFL Div I Nyugati csoport 1. hely (4–0), elődöntő győzelem, III. Hungarian Bowl győzelem |                                             |
| 2008 | MAFL Div I A csoport 2. hely (3–3), elődöntő vereség                                      |                                             |
| 2009 | MAFL Div I alapszakasz 2. hely (2–2), elődöntő győzelem, V. Hungarian Bowl vereség,       | EFAF Challenge Cup ezüstérem                |
| 2010 | MAFL: nem indult                                                                          | EFAF Challenge Cup 3. csoport 2. hely (1–1) |
| 2011 | Nem indult a HFL, Fall Bowl 4. hely                                                       | CEI Interleague 1. hely                     |
| 2012 | HFL alapszakasz 4. hely (0–3),                                                            | CEI Interleague 4. hely (0–3)               |
| 2013 | HFL alapszakasz 3. hely (2–2)                                                             |                                             |
| 2014 | HFL alapszakasz 4. hely (0–6)                                                             |                                             |
| 2015 | HFL alapszakasz 5. hely (2–4)                                                             |                                             |
| 2016 | HFL alapszakasz 5. hely (1–4)                                                             |                                             |
| 2017 | HFL alapszakasz 5. hely (1–4)                                                             |                                             |
| 2018 | HFL alapszakasz 6. hely (2–5)                                                             |                                             |
| 2019 | HFL alapszakasz 5. hely (1–4), wild card vereség                                          |                                             |
| 2020 | Div I alapszakasz 1. hely (3–0), XIV. Pannon Bowl győzelem                                |                                             |
| 2021 | HFL alapszakasz 3. hely (első kör 2–1, második kör 0–2)                                   |                                             |
| 2022 | HFL alapszakasz 5. hely (1–3)                                                             |                                             |
| 2023 | Div I Nyugati csoport 2. hely (3–2), wild card győzelem, elődöntő vereség                 |                                             |
| 2024 | HFL alapszakasz 5. hely (1–4)                                                             |                                             |
| 2025 | HFL alapszakasz 1. hely (6–0), elődöntő vereség                                           |                                             |